# Karia

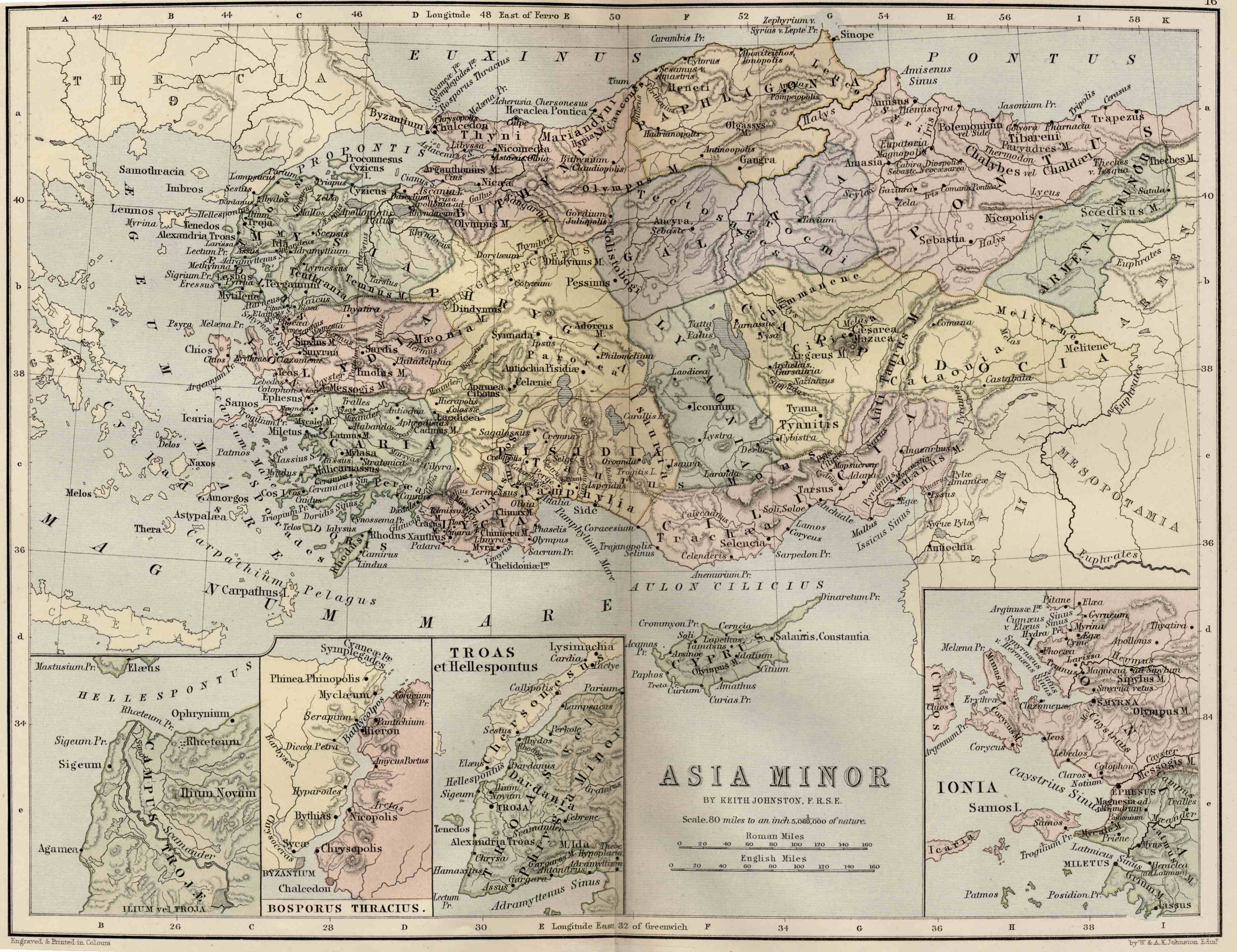
Starożytna Azja Mniejsza

Karia (gr. Καρία, Karía; łac. Caria) – kraina historyczna w południowo-zachodniej części Azji Mniejszej na wybrzeżu Morza Egejskiego na północ od Rodos, granicząca z Jonią, Lidią, Pizydią i Likią. Przez Karię przepływała rzeka Meander (dziś Menderes) i jej dopływy: Harpasos, Marsyas i Indus.
Oprócz autochtonicznych Karów nadbrzeżną część Karii zasiedlali greccy koloniści: Dorowie i Jonowie. Pierwszą stolicą Karii była Mylasa, później Halikarnas. Innymi ważniejszymi miastami Karii były: Milet, Knidos, Myndos, Priene, Kauros. 
Podbita przez Persów w 545 p.n.e., a następnie w 334 p.n.e. przez Aleksandra Wielkiego. W czasach rzymskich weszła w skład prowincji Azja. Od czasów Dioklecjana stanowiła osobną prowincję ze stolicą w Afrodyzji.